# Max Georg Poscharsky
Max Georg Poscharsky (* 23. August 1859 in Dresden; † 15. Februar 1899 ebenda) war ein in Dresden wirkender deutscher Architekt.

## Leben

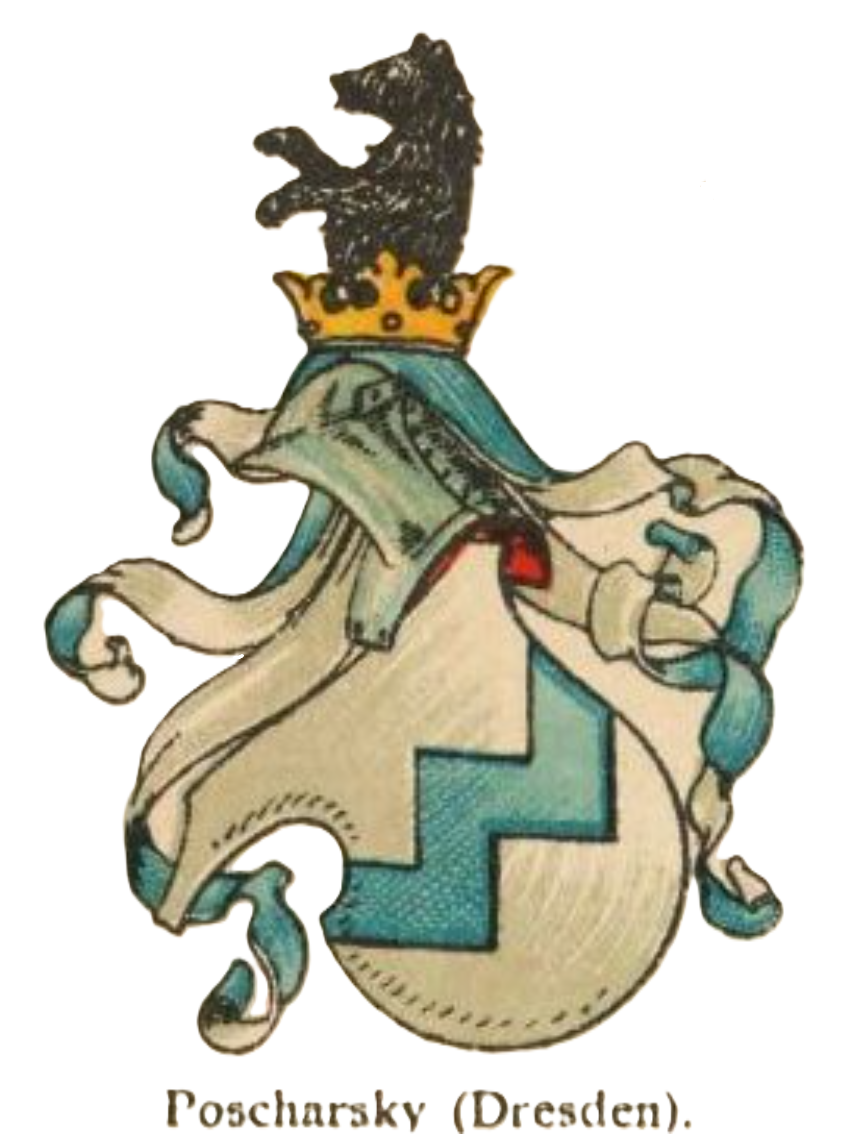
Familienwappen der Poscharsky zu Dresden

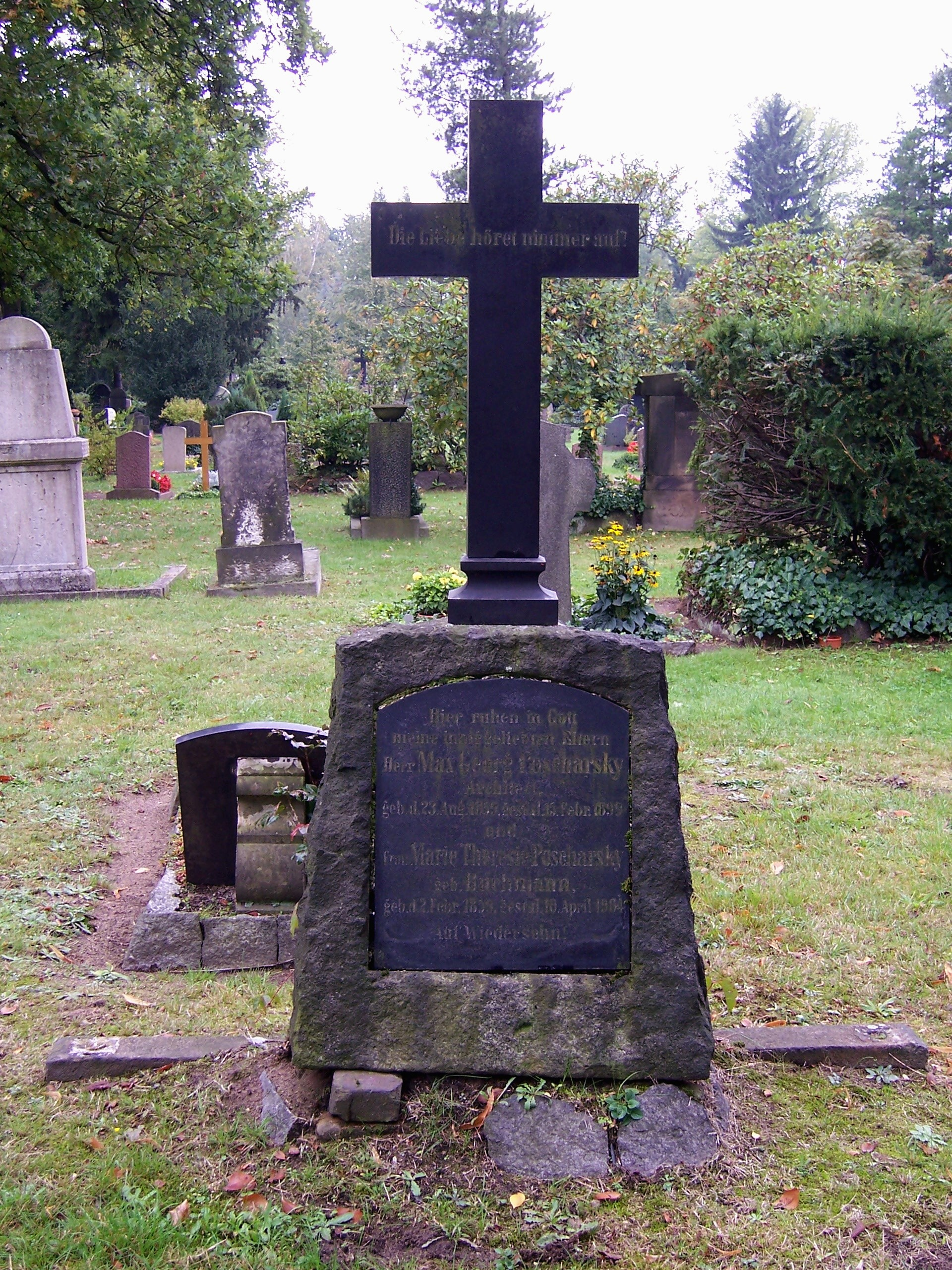
Poscharskys Grab auf dem Dresdner Johannisfriedhof

Max Georg Poscharsky wurde als Nachfahre böhmischer Exulanten und zweiter Sohn von Gotthelf Wilhelm Poscharsky, dem Hofgärtner des Prinzen Georg von Sachsen, in Dresden geboren. Er studierte unter Constantin Lipsius an der Dresdner Kunstakademie. Im Oktober 1887 eröffnete er ein Büro für Architektur und Bauausführungen in der Amalienstraße in Dresden.
Poscharsky und seine Frau sind auf dem Johannisfriedhof in Dresden-Tolkewitz begraben. Das Grab existiert noch heute und ist im Friedhofsplan „Gräber bekannter Persönlichkeiten“ verzeichnet.

## Bauwerke

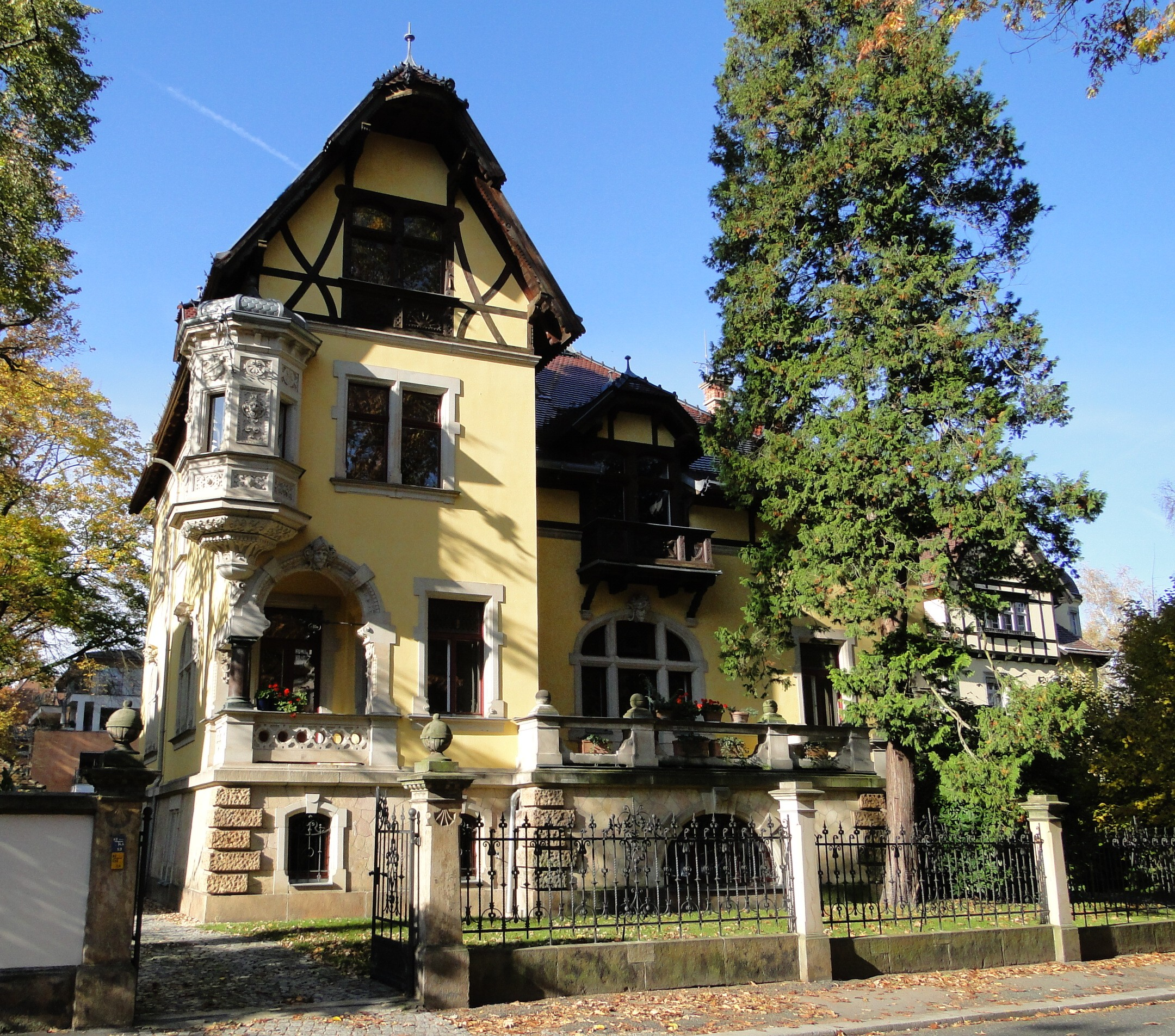
Villa Vogesenweg 4

Poscharsky baute 1889 das Strehlener Ballhaus Zur Goldenen Krone aus und um. Es entstand so ein repräsentatives Wirtshaus mit mehreren Gasträumen und Vereinszimmern.
Von 1893 bis 1894 entstand nach seinen Plänen im später nach Dresden eingemeindeten Blasewitz die Villa am heutigen Vogesenweg 4, früher Elsasser Weg, die auch als Wohnsitz seiner Familie diente.
Poscharsky kaufte 1894 für 56.000 Mark das Grundstück der Villa Weigang in Blasewitz an der Ecke Goetheallee 55 / Käthe-Kollwitz-Ufer und reichte im gleichen Jahr ein Baugesuch ein. Die Villa wurde 1895 in einem eklektizistischen Stil mit Neorenaissance-Elementen errichtet. Max Georg Poscharsky verkaufte diese aber wahrscheinlich noch vor der Fertigstellung am 21. Dezember 1895 für 120.000 Mark an den Bautzner Kaufmann Karl Ernst Otto Weigang, der die Villa als Sommersitz nutzte. Sie trägt noch heute Weigangs Namen und dient als Standesamt der Stadt Dresden. Eine Jury, der unter anderem der Präsident des Bundesverband der Deutschen Standesbeamtinnen und Standesbeamten angehörte, vergab am 8. August 2013 den „Hochzeitsaward 2013“ und zeichnete die Villa Weigang als „schönstes Standesamt Deutschlands“ aus.